# Крюкова Євгенія Владиславівна
Євгенія Владиславівна Крюкова (рос. Евгения Владиславовна Крюкова; нар. 11 червня 1971, Москва) — російська акторка театру та кіно. Заслужена артистка Росії (2005). Академік Російської академії кінематографічних мистецтв «Ніка».

## Життєпис
Народилася 11 червня 1971 року в Москві, у сім'ї інженерів Ніни та Владислава Крюков. Після закінчення школи вступила до Московського архітектурний інститут, після першого курсу залишила заклад.
У 1988 році влаштувалася працювати художницею у Московський молодіжний театр В'ячеслава Спесивцева. Тоді ж вперше вийшла заміж за актора Михайла Жукова, разом з яким стала виходити на сцену вже у якості акторки. Чоловік всіляко сприяв її акторській кар'єрі.
У 1990 році вступила на заочний факультет Російського інституту театрального мистецтва (керівник курсу — П. О. Хомський). 
Кінодебют відбувся у 1989 році в романтичній військовій драмі Анатолія Кокоріна «Іван-покиван», де вона виконала роль Раїси.
У 1990 році зіграла роль в еротичній стрічці французького режисера Франсиса Леруа «Секс та перебудова».
З 1993 року, навчаючись на третьому курсі ГІТІСу, почала виступати у театрі імені Моссовета, в якому продовжила працювати й після закінчення інституту в 1994 році. На сцені цього театру Євгенією було зіграно безліч ролей.
Широку популярність принесли телесеріали «Петербурзькі таємниці» та «Розв'язка Петербурзьких таємниць», де вона зіграла Юлію Бероєву. Потім знялася в серіалах «Досьє детектива Дубровського» та «Бандитський Петербург» (слідчий Поспєлова).
У 2003 році кінорежисер Ельдар Рязанов запросив зіграти головну роль Аґлаї в комедії «Ключ від спальні». Ще однією помітною працею в кіно стала роль у фільмі Сергія Соловйова «Про любов», поставленому за розповідями Антона Чехова.
Акторка московського театру «Імперія зірок».

## Особисте життя
Першим чоловіком Євгенії Крюкової був Михайло Жуков, студент, який навчався в Щепкинському училищі. Вони одружилися коли їй було 17 років. Цей шлюб тривав не довго, і подружжя вирішило розлучитися.
Після розлучення Крюкова присвятила себе кар'єрі. Згодом вона зустріла актора Андрія Сергєєва, який був набагато старший за неї. Вони офіційно зареєстрували свій шлюб, але після двох років шлюбу обидва зрозуміли що вони один одному не підходять.
У Євгенії Крюкової після другого розлучення почався роман з бізнесменом Олександром Карєвим. У пари народилася донька — Євдокія. Після 10 років спільного життя пара розлучилася. 
Згодом вона зустріла бізнесмена Михайла Рудяка. Він був одружений, тому жив у цивільному шлюбі з Євгенією Крюкової. У 2007 році, повертаючись з Португалії, Рудяку стало зле, і він помер. У цей момент Євгенія Крюкова була поруч з ним. Стосунки з Рудяком у Крюкової тривали п'ять років, вони планували одружитися. Для неї ця втрата стала головною життєвою трагедією.
Через декілька років після смерті Рудяка Євгенія Крюкова випадково зустріла свого давнього знайомого бізнесмена Сергія Гляделкіна, і у них почався роман. У 2015 році вони одружилися. У подружжя є двоє дітей: син та донька.

## Фільмографія
| Рік  |     | Українська назва                                     | Оригінальна назва                                        | Роль                                               |
| ---- | --- | ---------------------------------------------------- | -------------------------------------------------------- | -------------------------------------------------- |
| 2017 | ф   | Купи мене                                            | Купи меня/Buy Me                                         | мати Катерини                                      |
| 2014 | с   | Мар'їна Роща 2                                       | Марьина Роща 2                                           | Ніна Проходяєва, головна роль                      |
| 2012 | с   | Мар'їна Роща                                         | Марьина Роща                                             | Ніна Проходяєва, головна роль                      |
| 2011 | ф   | Бабуся при надії                                     | Бабушка на сносях                                        | Кіра, головна роль                                 |
| 2009 | ф   | Гамлет. XXI століття                                 | Гамлет. XXI век                                          | Гертруда                                           |
| 2009 | док | Роман з життям. Олександр Абдулов                    | Роман с жизнью. Александр Абдулов                        |                                                    |
| 2009 | ф   | Сава Морозов                                         | Савва Морозов                                            | Марія Федорівна Андрєєва, головна роль             |
| 2009 | ф   | Анна Кареніна                                        | Анна Каренина                                            | княгиня Бетсі Тверська                             |
| 2009 | ф   | Будинок на Озерній                                   | Дом на Озёрной                                           |                                                    |
| 2009 | ф   | Повернення мушкетерів, або Скарби кардинала Мазаріні | Возвращение мушкетёров, или Сокровища кардинала Мазарини | Луїза де Лавал'єр                                  |
| 2008 | ф   | Золотий ключик                                       | Золотой ключик                                           | Євдокія Романівна                                  |
| 2007 | ф   | Майор Вєтров                                         | Майор Ветров                                             | Марина, головна роль                               |
| 2006 | ф   | Відьма                                               | Noid                                                     | Меріл, головна роль                                |
| 2006 | ф   | Андерсен. Життя без кохання                          | Андерсен. Жизнь без любви                                | Єнні Лінд/принцеса в казках «Тінь» та «Свинопас»   |
| 2005 | ф   | Примножуючий печаль                                  | Умножающий печаль                                        | Марина, дружина Серебровського                     |
| 2005 | ф   | Небесне життя                                        | Небесная жизнь                                           | Лєра Єфремова, головна роль                        |
| 2005 | ф   | Казароза                                             | Казароза                                                 | Милашевська                                        |
| 2004 | ф   | До побачення!..                                      | Честь имею!..                                            | Ганна Сергіївна, головна роль                      |
| 2003 | ф   | Про кохання                                          | О любви                                                  | Ольга Іванівна Смирнова                            |
| 2003 | ф   | Ключ від спальні                                     | Ключ от спальни                                          | Аґлая, головна роль                                |
| 2003 | ф   | Кожен зійде на Голгофу                               | Каждый взойдёт на Голгофу                                | Анжеліка Ростоцька, кінозірка                      |
| 2003 | ф   | З ніг на голову                                      | С ног на голову                                          | Ольга «Конвалія», естрадна співачка                |
| 2003 | ф   | Останній радянський фільм                            | he Last Soviet Movie                                     | Віра                                               |
| 2002 | ф   | Впасти вгору                                         | Упасть вверх                                             | Героїня                                            |
| 2000 | с   | Бандитський Петербург                                | Бандитский Петербург                                     | Лідія Поспєлова, слідчий прокуратури, головна роль |
| 2000 | ф   | Репете                                               | Репете                                                   | Віра                                               |
| 1999 | с   | Д.Д.Д. Досьє детектива Дубровського                  | Д.Д.Д. Досье детектива Дубровского                       | Маша Володіна, вона ж Тамара Хромова               |
| 1999 | с   | Розв'язка Петербурзьких таємниць                     | Развязка Петербургских тайн                              | Юлія Бероєва                                       |
| 1994 | с   | Петербурзькі таємниці                                | Петербургские тайны                                      | Юлія Бероєва                                       |
| 1993 | ф   | Російський роман                                     | Русский роман/Russian Romance/Ruský román                | Єлизавета Саніна, головна роль                     |
| 1992 | ф   | Три дні поза законом                                 | Три дня вне закона                                       | Маша                                               |
| 1992 | ф   | Далеко від Санкт-Петербурга                          | Daleko ot Sankt-Peterburga                               | Віра                                               |
| 1991 | ф   | Царевбивця                                           | Цареубийца/The Assassin of the Tsar                      | велика княжна Тетяна Миколаївна                    |
| 1991 | ф   | Зустрінемося на Таїті                                | Встретимся на Таити                                      | Лєна                                               |
| 1990 | ф   | Секс та перебудова                                   | Sex et perestroika                                       | Женя                                               |
| 1990 | ф   | Світ в іншому вимірі                                 | Мир в другом измерении                                   | медсестра                                          |
| 1989 | ф   | Ванька-встанька                                      | Ванька-встанька                                          | Раїса                                              |